# Municipio de Point Pleasant
El municipio de Point Pleasant (en inglés: Point Pleasant Township) es un municipio ubicado en el condado de Warren en el estado estadounidense de Illinois. En el año 2010 tenía una población de 157 habitantes y una densidad poblacional de 1,68 personas por km².

## Geografía
El municipio de Point Pleasant se encuentra ubicado en las coordenadas 40°40′34″N 90°43′51″O / 40.67611, -90.73083. Según la Oficina del Censo de los Estados Unidos, el municipio tiene una superficie total de 93.25 km², de la cual 93,25 km² corresponden a tierra firme y (0 %) 0 km² es agua.

## Demografía
Según el censo de 2010, había 157 personas residiendo en el municipio de Point Pleasant. La densidad de población era de 1,68 hab./km². De los 157 habitantes, el municipio de Point Pleasant estaba compuesto por el 100 % blancos. Del total de la población el 0 % eran hispanos o latinos de cualquier raza.